# Ruta de Rhode Island 101
La Ruta de Rhode Island 101, y abreviada R.I. 101 (en inglés: Rhode Island Route 101) es una carretera estatal estadounidense ubicada en el estado de Rhode Island. La carretera inicia en el Oeste desde la Ruta 101     en Killingly hacia el Este en la US 6     en Scituate. La carretera tiene una longitud de 19,5 km (12.1 mi).

## Mantenimiento
Al igual que las autopistas interestatales, y las rutas federales y el resto de carreteras estatales, la Ruta de Rhode Island 101 es administrada y mantenida por el Departamento de Transporte de Rhode Island por sus siglas en inglés RIDOT.

## Cruces
La Ruta de Rhode Island 101 es atravesada principalmente por la Ruta 94  , Ruta 102   en Glocester y Scituate.